# SC Tornado Chișinău
Lo Sport Club Tornado Chișinău è una polisportiva moldava che comprende:
- calcio a 5
- beach soccer
- boxe
- scacchi
- tennis

## Calcio a 5
La sezione calcio a 5 disputa la prima divisione del campionato moldavo di calcio a 5, di cui è campione nazionale avendo vinto l'edizione del 2008/2009.
La società si è iscritta per la prima volta al campionato moldavo di seconda divisione nel 2004/2005 ottenendo la settima piazza, l'anno successivo ottiene il secondo posto la qualificazione alla prima divisione. Nel 2006/2007 la squadra giunge terza in campionato vincendo il suo primo alloro con la Coppa di Moldavia, mentre la 'Tornado II, seconda squadra della società, vince la seconda divisione nazionale.
Nel 2007/2008 il Tornado si conferma campione della Coppa di Moldavia giungendo nuovamente terza, la rincorsa al titolo nazionale si conclude nella stagione 2008/2009 quando il Tornado vince il suo primo titolo nazionale guadagnando il pass per giocare la UEFA Futsal Cup 2009-2010.

### Rosa 2009-2010
| N. |                     | Ruolo | Calciatore     |
| -- | ------------------- | ----- | -------------- |
| 1  | Moldavia (bandiera) | G     | Ruslan Istrati |
| 3  | Moldavia (bandiera) | G     | Iurii Gajev    |
| 4  | Moldavia (bandiera) | G     | Dmitrii Turcu  |
| 5  | Moldavia (bandiera) | G     | Viorel Vicol   |
| 8  | Moldavia (bandiera) | G     | Dorin Coceban  |
| 9  | Moldavia (bandiera) | G     | Ian Iacovenco  |
| 10 | Moldavia (bandiera) | G     | Vitalie Rotaru |

| N. |                     | Ruolo | Calciatore       |
| -- | ------------------- | ----- | ---------------- |
| 11 | Moldavia (bandiera) | G     | Valeriu Baiescu  |
| 12 | Moldavia (bandiera) | G     | Alexei Capsamun  |
| 14 | Moldavia (bandiera) | G     | Denis Coicev     |
| 15 | Moldavia (bandiera) | G     | Iaroslav Subotin |
| 17 | Moldavia (bandiera) | G     | Ivan Caraman     |
| 18 | Moldavia (bandiera) | G     | Vladimir Japalau |

## Palmarès
- 1 Campionato moldavo: 2008/2009
- 2 Coppe di Moldavia: 2007, 2008